# سون سه-بین
سون سه-بین (کره‌ای: 손세빈، زادهٔ ۲۷ مه ۱۹۸۹) بازیگر اهل کره جنوبی است.

## زندگی‌نامه
سون‌سه-بین حرفهٔ بازیگری خود را در تلویزیون تحت نام لی یو-نا در مجموعهٔ تلویزیونی سال ۲۰۰۴ اس‌بی‌اس، معلم روستای جزیره آغاز کرد. با این حال، آغاز رسمی حرفهٔ او در مجموعهٔ تلویزیونی سال ۲۰۱۰ اس‌بی‌اس، سه خواهر بود. او سپس نقش‌های کوچک در مجموعهٔ تلویزیونی قهوه‌خانه و فیلم‌های تو حیوان خانگی منی و شهر در شکوفه ایفا کرد. در سال ۲۰۱۲، او نام خود را از لی یو-نا به سون سه-بین تغییر داد و در فیلم چاینا بلو با نام جدید خود حضور پیدا کرد. به دنبال آن در مجموعه‌های تلویزیونی سال ۲۰۱۳ اس‌بی‌اس، اتاق دو زن و دختری که خوب بزرگ شده ایفای نقش کرد و حرفهٔ خود را به عنوان بازیگر تثبیت کرد و او یک قرارداد با دیورگل انترتینمنت در سال ۲۰۱۴ امضا کرد.
درسال ۲۰۱۵، سون سه-بین در یک آگهی تلویزیونی Clarisonic حضور پیدا کرد.
در سال ۲۰۱۶، سون سه-بین با وای‌جی‌کی‌پلاس یک قرارداد به عنوان مدل ویژه امضا کرد، و در استیج هفتهٔ مد سئول اس/اس ۲۰۱۸ برای برند مون جونگ-ووک، ناین‌تین‌ایتی، کالکشن به عنوان مدل شرکت کرد.
در سال ۲۰۱۹، او با Wooridle Company قرارداد امضا کرد. در طی هفتهٔ مد سئول اس/اس ۲۰۲۰، سون سه-بین به عنوان مدل مراسم افتتاحیهٔ کالکشن ناین‌تین‌ایتی حضور پیدا کرد.

## فیلم‌شناسی

### فیلم
| سال  | عنوان                     | نقش         | منابع  |
| ---- | ------------------------- | ----------- | ------ |
| ۲۰۰۴ | مادر من پری دریایی        |             | [ ۲ ]  |
| ۲۰۰۵ | جامپ                      | لی یو-نا    | [ ۱۵ ] |
| ۲۰۰۷ | فیل روی دوچرخه (ko)       |             | [ ۲ ]  |
| ۲۰۰۷ | نمایش باید ادامه پیدا کند |             | [ ۲ ]  |
| ۲۰۱۱ | تو حیوان خانگی منی        | کیم جی-یونگ | [ ۵ ]  |
| ۲۰۱۱ | شهر در شکوفه              | هان می-یو   | [ ۶ ]  |
| ۲۰۱۲ | چاینا بلو                 | جو-وون      | [ ۷ ]  |
| ۲۰۱۴ | مرد عاشق                  | هه-کیونگ    | [ ۱۶ ] |

### مجموعه تلویزیونی
| سال  | عنوان                                             | نقش             | شبکه       | توضیحات   | منابع  |
| ---- | ------------------------------------------------- | --------------- | ---------- | --------- | ------ |
| ۲۰۰۴ | معلم روستای جزیره                                 |                 | اس‌بی‌اس     |           | [ ۲ ]  |
| ۲۰۱۰ | سه خواهر                                          |                 | اس‌بی‌اس     |           | [ ۳ ]  |
| ۲۰۱۰ | قهوه‌خانه                                          |                 | اس‌بی‌اس     |           | [ ۴ ]  |
| ۲۰۱۳ | اتاق دو زن                                        | جین سو-هی       | اس‌بی‌اس     |           | [ ۸ ]  |
| ۲۰۱۳ | دختری که خوب بزرگ شده                             | اون سو-یون      | اس‌بی‌اس     |           | [ ۹ ]  |
| ۲۰۱۴ | تفنگدار چوسان                                     | میونگ-وول       | کی‌بی‌اس۲    | حضور ویژه | [ ۱۷ ] |
| ۲۰۱۴ | بد گایز                                           | جونگ هون-جا     | اوسی‌ان     |           | [ ۱۸ ] |
| ۲۰۱۴ | عروسی بزرگ                                        | کانگ ها-نی      | تی‌وی چوسان |           | [ ۱۹ ] |
| ۲۰۱۴ | عشق و راز                                         | هو آنا          | کی‌بی‌اس۲    |           | [ ۲۰ ] |
| ۲۰۱۵ | دختری که بوها را می‌بیند                           | دوست‌دختر راننده | اس‌بی‌اس     | حضور ویژه | [ ۲۱ ] |
| ۲۰۱۵ | وکیل خانوادگی عاشق                                | گو می-هی        | اس‌بی‌اس     |           | [ ۲۲ ] |
| ۲۰۱۵ | وب درامای ویژه کی‌بی‌اس (ko) - شاهزادهٔ شاهزاده (ko) | هیانگ-دان       | کی‌بی‌اس۲    |           | [ ۲۳ ] |
| ۲۰۱۶ | من یک معشوقه دارم                                 | ها سه-جون       | اس‌بی‌اس     |           | [ ۲۴ ] |
| ۲۰۱۷ | وزش نسیم                                          |                 | ام‌بی‌سی     | حضور ویژه | [ ۲۵ ] |
| ۲۰۱۸ | ماجرایی زیر باران                                 |                 | جی‌تی‌بی‌سی   |           |        |
| ۲۰۱۸ | دفتر استراتژی آینده وای‌جی                         | خودش            | نتفلیکس    |           | [ ۲۶ ] |
| ۲۰۱۹ | نوازش قلبت                                        |                 | تی‌وی‌ان     |           |        |